# 홍혜정
홍혜정(洪惠貞, 1961년 8월 18일~) 은 대한민국의 성우이다. 문화방송 성우극회 소속. 1982년 MBC 공채 8기로 입사했다.

## 출연작품

### 방송
- 감바의 모험(MBC) - 뽀미
- 바람돌이 소닉(MBC) - 테일
- 요술소녀(MBC) - 마리에
- 내일은 야구왕(MBC)
- 그림명작동화(MBC)

### 외화
- 아카풀코 해변수사대 (SBS)

### 영화
- 개 같은 내 인생(MBC) - 베리트(잉-마리 카슨)
- 다저스 몽키 (MBC) - 에바(도라 버치)
- 데스 워시4(SBS)
- 레옹(SBS) - 소년(대니 프레드) / 이웃집 할머니(제시 코시안)
- 붉은 가마(MBC) - 이흥행(궁리)
- 마이 걸(MBC)
- 사랑의 묘약(SBS)
- 세인트 엘모의 열정(SBS) - 웬디(메어 위닝햄)
- 언제나 마음은 태양(MBC) - 제인(제인 피치)
- 은빛 안장(MBC) - 페기(카리나 베릴러)
- 후크(MBC)
- 여인의 향기(MBC)

## 같이 보기
- 문화방송 성우극회